# Дорогоцінний глобус
Дорогоцінний глобус (перс. کره جواهرنشان — Kare Javaherneshan) — створений в Ірані XIX століття глобус, інкрустований коштовними каменями.

## Опис
Висота з підставкою складає 110 см, діаметр сфери — 66 см. Він покритий 51,366 коштовними каменями, загальна вага каменів складає 3,656 грам. Моря і океани зображені за допомогою смарагдів. При зображенні материків, в основному, використовувалися рубіни і шпінелі. Вага найбільшого використаного рубіна — приблизно 75 каратів, шпінеля — 110 каратів, смарагда — 175 каратів, сапфіра — 34 карати, алмазів — 15 каратів.
Глобус був виготовлений у 1869 на замовлення Насер Ад-Дін Шаха Каджара групою іранських ювелірів-художників під керівництвом Ебрахіма Массіхі з коштовних каменів, вільних на той момент у казначействі. Існує легенда, що Насер Ад-Дін Шах дав вказівку виготовити цей глобус, щоб не розгубити коштовні камені, що вільно зберігалися, в його скарбниці.
На глобусі можливо побачити контури регіонів і деяких країн. Іран, Велику Британію, Францію та деякі частини Південно-Східної Азії зображено за допомогою алмазів. Індія викладена рожевими рубінами. Центральна і Південна Африка відмічені сапфірами. Екватор і деякі інші географічні лінії підкреслено алмазами і рубінами. Можливо, контури здадуться не занадто географічно точними, але майстри були швидше ювелірами, ніж художниками або картографами. Алмазами також викладено ретельно виписані на глобусі численні титули Насер Ад-Дін Шаха. Гора Демавенд позначена великим сапфіром, а місто Тегеран — знаменитим алмазом під назвою «Аурангзеб». Основу глобуса виконано з дерева і обернута золотим листом. Вага золота, використаного при виготовленні цього предмета мистецтва, складає 34 кг.
Зараз «Дорогоцінний глобус» зберігається в Тегерані у музеї — Національній скарбниці Центрального банку Ірану.
Є одним з унікальних і цінних експонатів, разом з відомим алмазом «Деріанур», «Павиним троном», «Короною Кіані» та ін.